# Саньшаньмяо

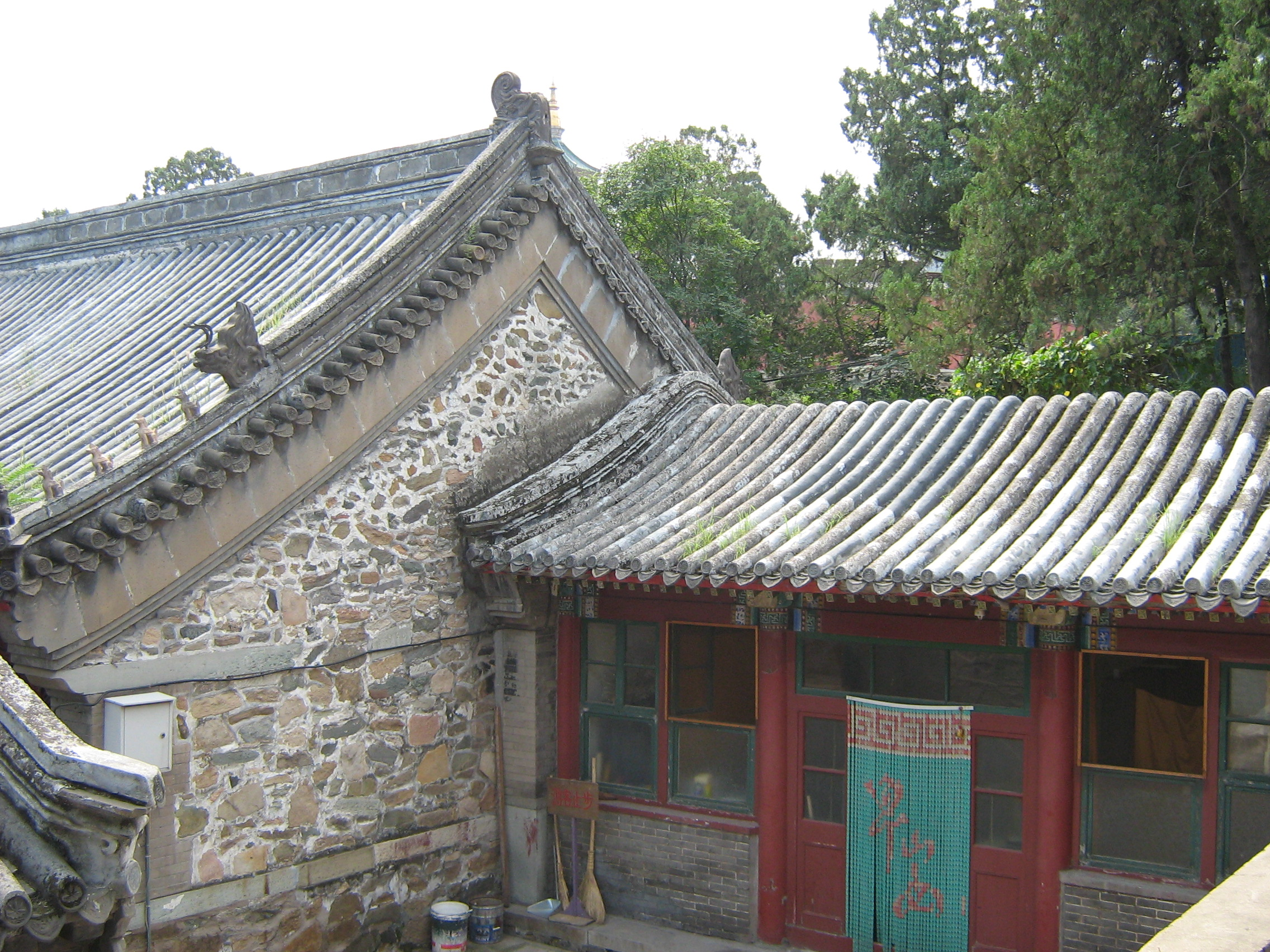
Саньшаньмяо

Саньшаньмяо (кит.: 三山庵) — буддійський жіночий монастир у китайській столиці Пекін. Назва перекладається як «Три гори» (або «Монастир Трійці»). Отримав назву за трьома горами — Цуйвей, Пінпо і Луші.

## Історія
Монастир було засновано в часи династії Цзінь, близько 1151 року. З часів династії Мін стає місцем перебування письменників та художників, що шукали тут натхнення, зокрема Ван Шичжень та Лінь Цінсі. Значна реставрація відбулася за наказом цінського імператора Цяньлуна.
Постраждав під час придушення повстання іхетуаней. В наступні роки комплекс перебував у занедбаному стані, поки за рішенням уряду Китайської республіки у 1936 році відбулися відновлювальні роботи.

## Опис
Звідси відкривається краєвид монастиря Лунцюаньмяо. Займає невеличку площу, усі будови комплексу відомі своєю вишуканою архітектурою. Безпосередньо сам монастир складається з великої головної зали та 2 бічних. Стіни мають червоний колір, стелі та підлога вкриті сірою плиткою. Над ними є 5 надбудов. Будівлю монастиря оточує гарний двір. Ворота монастиря розташовано на північний схід.
Перед храмом Дасюн (大雄), що на територія монастиря, лежить мармурова плита, яка називається Шуйюньші («Камінь води і хмар» 水云石). Раніше, коли на неї потрапляла вода, вона немов оживала: з'являлися зображення гір, водоспадів, людей, тварин. Нині цього вже не побачити: з метою збереження плиту накрито склом.
На території також розташовано павільйон зі статуєю бога Куйсін (魁星) — покровителя іспитів і освіти. Поруч стоїть величезний дракон з книгою. Є також